# Cabriana
Cabriana es un yacimiento arqueológico que actualmente forma parte del concejo de Comunión, que está situado en el municipio de Lantarón, en la provincia de Álava, País Vasco, y del municipio de Miranda de Ebro, provincia de Burgos, Castilla y León (España).

## Geografía
El entorno actual corresponde con una zona degradada por zonas de graveras y de no fácil acceso, entre un canal del Ebro que sale del embalse que se denomina como el despoblado.

## Historia
Poblado desde antiguo, a comienzos del siglo XIX, fueron descubiertos en sus tierras los restos de una villa romana. El despoblado se haya dividido entre los municipios de Lantarón y Miranda de Ebro estando situado en el primero los restos del poblado y en segundo los restos de la necrópolis. Se desconoce cuándo se despobló.

## Monumentos

### Yacimiento arqueológico
La necrópolis tardorromana de Cabriana forma parte de un yacimiento más extenso que llega hasta el vecino núcleo de Comunión, en el municipio de Lantarón (Álava). 
Se trata de un yacimiento cuyo origen se remonta a la época del Bajo Imperio romano compuesto por una villa de carácter agrícola y una zona de enterramientos, en donde se aplicaba el rito de la inhumación, lo que supone un cambio respecto a la tradición de la incineración, que hasta entonces se practicaba.

#### Hallazgos
Los principales restos escultóricos del yacimiento de tipo residencial se encuentran en el Museo Arqueológico de Álava, en Vitoria, mientras que parte de lo rescatado en la excavación de la necrópolis se encuentra expuesto en el Museo Arqueológico de Burgos, en Burgos, con varios objetos de terra sigillata hispánica tardía, vasos de vidrio y un tesorillo de la época de Magnencio (350-353 d. C.) hallado en una de las sepulturas, que permitió datar la necrópolis.

### Iglesia de nuestra señora de Cabriana
- Iglesia de la que se tienen noticias desde por lo menos 1709 y que desapareció a mediados del siglo XIX, cuya Virgen fue llevada al templo de Salcedo,[5] y que estaba construida en parte, con restos del yacimiento romano.[1]